# Tetraulax rhodesianus
Tetraulax rhodesianus är en skalbaggsart som beskrevs av Stefan von Breuning 1955. Tetraulax rhodesianus ingår i släktet Tetraulax och familjen långhorningar.
Artens utbredningsområde är Zimbabwe. Inga underarter finns listade i Catalogue of Life.